# Смердынька
Смердынька — река в России, протекает по Тосненскому району Ленинградской области. Исток находится в урочище Кондуя. Устье реки находится в 61 км по левому берегу реки Тигода. Длина реки составляет 10 км.

## Данные водного реестра
По данным государственного водного реестра России относится к Балтийскому бассейновому округу, водохозяйственный участок реки — Волхов, речной подбассейн реки — Волхов. Относится к речному бассейну реки Нева (включая бассейны рек Онежского и Ладожского озера).
Код объекта в государственном водном реестре — 01040200612102000019254.